# Спиридонов, Николай Андреевич
Никола́й Андре́евич Спиридо́нов (род. 4 апреля 1995, Санкт-Петербург) — российский киноактёр.

## Биография
Николай Спиридонов родился 4 апреля 1995 года в Санкт-Петербурге.
Во время учёбы во втором классе был замечен ассистентом режиссёра, приглашён на пробы и получил роль в короткометражном фильме «Путь» Светланы Шиманюк. По рекомендации участвовавшего в работе над фильмом художника Владимира Светозарова, был приглашён Андреем Кравчуком на роль Вани Солнцева в фильме «Итальянец». После этого снимался в фильмах «Счастье» и «Полумгла».
Снялся в сериале «Трое с площади Карронад» в роли Тимселя. После этого была картина «Можно я буду звать тебя мамой?», где Спиридонову досталась роль беспризорника Васи Найдёнова. Помимо этих фильмов юный актёр снялся и в других фильмах, таких как «Волки», «Платина-2», «Янтарный барон», «Ликвидация» и других.
В 2010 году вышли мини-сериалы «Семейная история» и «Иллюзия охоты» с его участием. В 2012 году в сериале «Дотянуться до мечты» он исполнил главную роль, Серёжи, мальчика из неблагополучной семьи, мечтающего стать футболистом.

## Фильмография
- 2005 — Путь
- 2005 — Итальянец — Ваня Солнцев
- 2005 — Полумгла — Кешка
- 2007 — Ликвидация — Мишка Карась
- 2007 — Янтарный барон
- 2008 — Азиат — Иван в детстве
- 2008 — Трое с площади Карронад — Тим
- 2009 — Можно я буду звать тебя мамой? — Вася Найдёнов
- 2009 — Волки — Шурка
- 2009 — Платина-2 — Сашка Проценко
- 2010 — Семейная история — Федя Железнов
- 2010 — Участок лейтенанта Качуры. Иллюзия охоты — Чигирь
- 2011 — Товарищи полицейские — Артём Бородин, начинающий вор-карманник
- 2012 — Дотянуться до мечты
- 2013 — Василиса — Гришка
- 2014 — Чужой (сериал)
- 2014 — Ленинград 46 — беспризорник Студенец
- 2015 — Спутники — Колька
- 2016 — Иван — сосед Ивана

## Награды
- Кинофорума «Амурская осень» — приз за лучшую детскую роль (в фильме «Итальянец»)
- XIV Открытый фестиваль стран СНГ и Балтии «Киношок» — приз за лучшую детскую роль (в фильме «Итальянец»)
- 14-й Открытый фестиваль стран СНГ и Балтии «Киношок»: детское жюри конкурса «Киномалышок» особо отметила фильм «Итальянец», который был признан лучшим, а также получил приз за лучшую детскую роль.
- Приз (статуэтка Евгения Леонова) за «Лучшую актёрскую работу в дебютном отечественном фильме» (фильм «Итальянец»).